# Lampertsloch
Lampertsloch település Franciaországban, Bas-Rhin megyében. Lakosainak száma 695 fő (2022. január 1.). Lampertsloch Climbach, Kutzenhausen, Lembach, Lobsann, Merkwiller-Pechelbronn, Preuschdorf és Soultz-sous-Forêts községekkel határos.

## Népesség
A település népességének változása:
| Lakosok száma | 731  | 736  | 746  | 722  | 714  | 706  | 703  | 702  | 695  |
|               | 2013 | 2015 | 2016 | 2017 | 2018 | 2019 | 2020 | 2021 | 2022 |